# Miikka Heinonen
Miika Heinonen (Turku, 1969) is een Fins fotograaf en beeldend kunstenaar. Hij woont sinds 1996 in Luxemburg.

## Leven en werk
Heinonen studeerde aan het St. David's University College in Lampeter (Verenigd Koninkrijk) en behaalde in 1996 zijn Master of Arts aan de Universiteit van Turku. Hij is gespecialiseerd in schone kunsten en kunstgeschiedenis. Naast zijn werk als fotograaf geeft hij les. Heinonen noemt zichzelf beeldkunstenaar: "Ik maak geen foto's, ik creëer beelden." Volgens Heikonen moeten kunstwerken een denkproces in gang zetten.
Met zijn toenmalige vriendin, die in Luxemburg werk kreeg, kwam hij in 1996 in het groothertogdom terecht. Het jaar erop had hij zijn eerste tentoonstelling in Dudelange. Op een kunstwedstrijd in Limes (2002) behaalde hij zijn eerste prijs. Hij won sindsdien onder meer tweemaal de Prix Grand-Duc Adolphe (2007, 2017) en de Prix Pierre Werner (2022) op de salons van de Cercle Artistique de Luxembourg.

## Waardering
- 2022 Prix Pierre Werner
- 2017 Prix Grand-Duc Adolphe[5]
- 2014 Fins Dansfoto van het Jaar
- 2007 Prix Grand-Duc Adolphe
- 2003 Prix de la Critique, Biennale Internationale des Jeunes Artistes, Esch-sur-Alzette
- 2002 Prix d’Encouragement du Ministère de la Culture, Concours d'Art Limes

## Werk in openbare collecties
- Lëtzebuerg City Museum
- Musée national d'archéologie, d'histoire et d'art
- Museum am Dom Trier
- Ministerie van Cultuur, Luxemburg